# Taillepied
Taillepied és un municipi francès situat al departament de la Manche i a la regió de Normandia. L'any 2007 tenia 29 habitants.

## Demografia

### Població
El 2007 la població de fet de Taillepied era de 29 persones. Hi havia 12 famílies de les quals 4 eren unipersonals (4 homes vivint sols), 4 parelles sense fills i 4 parelles amb fills.
La població ha evolucionat segons el següent gràfic:
Habitants censats

### Habitatges
El 2007 hi havia 16 habitatges, 12 eren l'habitatge principal de la família i 4 eren segones residències. Tots els 16 habitatges eren cases. Dels 12 habitatges principals, 7 estaven ocupats pels seus propietaris i 5 estaven llogats i ocupats pels llogaters; 1 tenia tres cambres, 2 en tenien quatre i 9 en tenien cinc o més. 10 habitatges disposaven pel capbaix d'una plaça de pàrquing. A 5 habitatges hi havia un automòbil i a 6 n'hi havia dos o més.

### Piràmide de població
La piràmide de població per edats i sexe el 2009 era:
| Homes | Edats   | Dones |
| ----- | ------- | ----- |
| 0     | 95 o +  | 0     |
| 0     | 90 a 94 | 0     |
| 0     | 85 a 89 | 0     |
| 0     | 80 a 84 | 0     |
| 1     | 75 a 79 | 0     |
| 1     | 70 a 74 | 1     |
| 0     | 65 a 69 | 2     |
| 1     | 60 a 64 | 0     |
| 1     | 55 a 59 | 0     |
| 1     | 50 a 54 | 0     |
| 3     | 45 a 49 | 2     |
| 1     | 40 a 44 | 0     |
| 2     | 35 a 39 | 0     |
| 2     | 30 a 34 | 0     |
| 0     | 25 a 29 | 2     |
| 0     | 20 a 24 | 1     |
| 0     | 15 a 19 | 1     |
| 0     | 10 a 14 | 0     |
| 1     | 5 a 9   | 2     |
| 0     | 0 a 4   | 0     |

## Economia
El 2007 la població en edat de treballar era de 16 persones, 14 eren actives i 2 eren inactives. De les 14 persones actives 13 estaven ocupades (9 homes i 4 dones) i 1 aturada (1 dona i 1 dona). Totes les 2 persones inactives estaven classificades com a «altres inactius».

## Poblacions més properes
El següent diagrama mostra les poblacions més properes.